# Wormphlegm
Wormphlegm war ein seit dem Jahr 2000 bis zum Jahr 2006 aktives Funeral-Doom-Projekt.

## Geschichte
Die Band wurde im Jahr 2000 gegründet und galt als ein erstes Projekt der Tyranny-Musiker Lauri Lindqvist und Matti Mäkelä, die Wormphlegm gemeinsam unter der Verwendung diverser Pseudonyme initiierten. Das Projekt veröffentlichte im Jahr 2001 das Demoband In an Excruciating Way Infested with Vermin and Violated by Executioners Who Practise Incendiarism and Desanctifying the Pious als Musikkassette mit ausschließlich einem Stück. Die auf 100 Exemplare limitierte Fassung wurde alsbald durch eine nicht offizielle CD-R-Version unter dem gleichen Titel ergänzt und Jahre später mehrmals als Langspielplatte neu aufgelegt. Im Jahr 2006 erschien mit Tomb of the Ancient King über Painiac Records das auf 500 Exemplare begrenzte Studioalbum der Band. Im gleichen Jahr beendeten die Musiker das Projekt. Beide Veröffentlichungen wurden zu ihrer Veröffentlichung positiv aufgenommen und erlangten nachkommend einen Ruf als bedeutende Klassiker des Funeral Dooms.

## Stil
Dem Webzine Doom-Metal.com zur Folge ist die von Wormphlegem gespielte Musik als „Torture Doom“ ideal beschrieben. Die Band spiele auf dem Demo eine „extrem langsame und minimalistische Musik mit gequälten Schreien und tiefem Growling.“ Das Tempo sei „zwar immer langsam, aber gelegentlich ist auch schnelles Doublebase-Drumming zu hören.“ Laut einer für das Webzine Metal Crypt verfassten Rezension trägt Wormphlegm „die von Tyranny gepflegte Verehrung Thergothons in eine noch dunklere und grausamere Richtung.“ Die Band füge dem Klang des Hauptprojektes „einen die Innereien zerreißenden Gitarrenklang sowie einen Gesang, der sich zwischen qualvollen Gebrüll und noch qualvolleren Schreien abwechsele“, hinzu.

## Diskografie
- 2001: In an Excruciating Way Infested with Vermin and Violated by Executioners Who Practise Incendiarism and Desanctifying the Pious (Demo, Phlegmcum Productions)
- 2006: Tomb of the Ancient King (Album, Painiac Records)